# 南雄盆地
南雄盆地位于大庾岭南坡，长约80公里，宽约18公里，是南岭东缘的一个山间盆地。目前，在南雄盆地发现有大量的恐龙及恐龙蛋化石。

## 相关链接
中国古生物网--南雄盆地